# Andrzej Różański (chemik)
Andrzej Ludwik Różański (ur. 1924) – polski naukowiec, chemik, doktor habilitowany nauk medycznych.

## Życiorys
W 1964 pod kierunkiem prof. Juliusza Popowicza z Katedry Chemii Ogólnej Akademii Medycznej w Białymstoku obronił pracę doktorską pt. „Kolorymetryczna metoda oznaczania 3-amino-3-dezoksyaldopentoz i -aldoheksoz” uzyskując stopień naukowy doktora nauk medycznych. W 1980 na podstawie osiągnięć naukowych i złożonej rozprawy „Synteza prostych analogów antybiotyków aminoglikozydowych z acyklicznym aglikonem” uzyskał stopień naukowy doktora habilitowanego nauk medycznych.
Pracował w Zakładzie Chemii Ogólnej, a następnie Zakładzie Chemii Organicznej AMB. W latach 1992–1993 był redaktorem naczelnym „Roczników Akademii Medycznej w Białymstoku”.